# Hans Herrmann

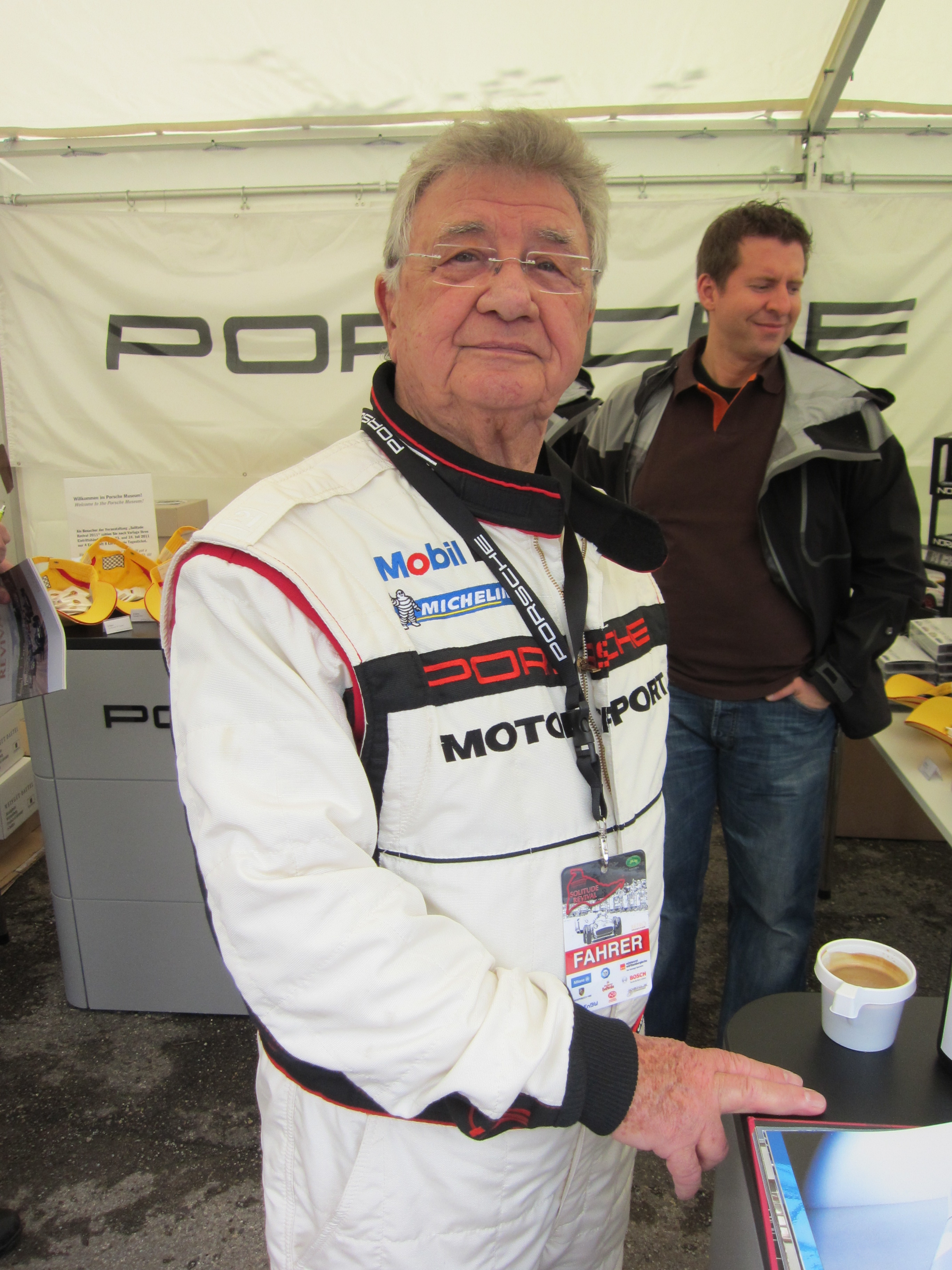
Hans Herrmann (2011)

Hans Herrmann (Stuttgart, 23 februari 1928) is een voormalige Formule 1-coureur uit Duitsland. Hij reed tussen 1953 en 1961 negentien Grands Prix voor de teams Veritas, Mercedes, Maserati, Cooper, British Racing Motors en Porsche. Hij scoorde één podium, één snelste ronde en tien punten.
Hermann won in 1970 samen met de Britse coureur Richard Attwood de 24 uur van Le Mans in een Porsche 917.

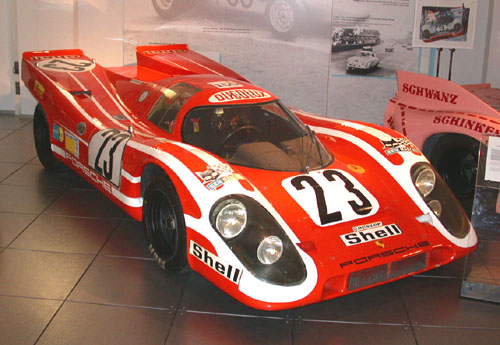
Porsche 917K 4.5L Herrmann/Attwood, winnaar van de 24 uur van Le Mans in 1970
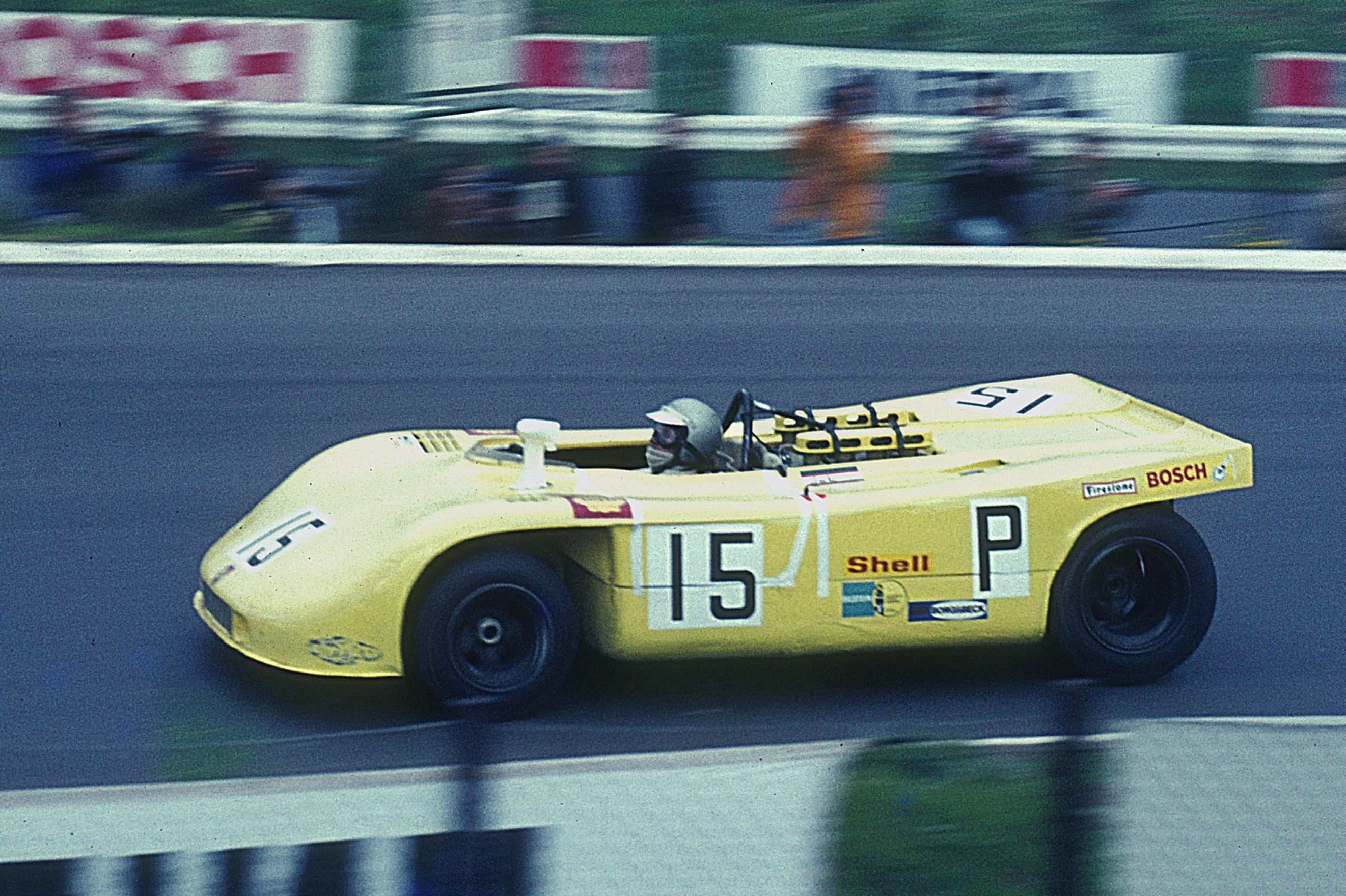
Hans Herrmann in de Porsche 908/03, Nürburgring, 1970